# Michael Crabtree
Michael Crabtree (Dallas, Texas, Estados Unidos, 14 de septiembre de 1987) es un jugador profesional de fútbol americano de la National Football League que juega en el equipo Baltimore Ravens, en la posición de Wide receiver con el número 15.

## Carrera deportiva
Michael Crabtree proviene de la Universidad Tecnológica de Texas y fue elegido en el Draft de la NFL de 2009, en la ronda número 1 con el puesto número 10 por el equipo San Francisco 49ers.
Ha jugado en los equipos Oakland Raiders y San Francisco 49ers.

## Estadísticas generales
| Yardas | Touchdowns | Recepciones | Promedio |
| 849    | 7          | 76          | 11.2     |